# Sportdisziplin
Als Sportdisziplin wird im Sport die weitere Untergliederung der Sportarten bezeichnet.

## Allgemeines
Auf der höchsten Abstraktionsebene steht der Sport, dann folgt auf der Mesoebene die Sportart und konkret auf der Mikroebene die Sportdisziplin. Die Sportdisziplin Wasserball beispielsweise gehört zur Sportart Wassersport. Die hier zugeordneten Disziplinen haben gemeinsam, dass sie im Wasser stattfinden. Manchmal gibt es auch Disziplinen, die mehr als einer Sportart zugerechnet werden können. So ist Wasserball eine Disziplin des Wassersports, doch kann sie wegen der Verwendung des Sportgeräts „Ball“ theoretisch auch zu den Ballsportarten gerechnet werden.
Sportarten und Sportdisziplinen erfordern laut Deutschem Olympischen Sportbund (DOSB) eigene sportartbestimmende motorische Aktivitäten, bei denen Bewegung zum Selbstzweck ausgeführt wird und ethische Werte wie Fair Play, Chancengleichheit, Unverletzlichkeit der Person unter Beachtung von Wettkampfregeln eingehalten werden müssen.

## Einteilung
Jede Sportdisziplin formt den Körper der Sportler durch permanentes Training auf spezifische, von der Disziplin geforderte Leistungsniveaus. So sind die Leistungsanforderungen an einzelne Körperteile bei der Disziplin Tennis völlig andere als beim Boxen. 
Einzelne Sportarten können in folgende Sportdisziplinen unterteilt werden: 
| Sportart       | einige Sportdisziplinen |
| -------------- | --- |
| Ballsport      | Badminton, Baseball, Basketball, Cricket, Fußball, Golf, Handball, Hockey (Eishockey, Feldhockey), Rugby, Tennis, Tischtennis |
| Kampfsport     | Boxen, Judo, Karate, Ringen |
| Leichtathletik | Laufsport (Sprint, Mittelstreckenlauf, Langstreckenlauf, Marathonlauf, Hürdenlauf, Hindernislauf, Staffellauf, Gehen), Hochsprung, Stabhochsprung, Weitsprung, Dreisprung, Kugelstoßen, Diskuswurf, Hammerwurf, Speerwurf, Mehrkampf (Siebenkampf, Zehnkampf) |
| Luftsport      | Ballonsport, Drachenfliegen, Fallschirmspringen, Gleitsegeln, Kunstflug, Segelflug |
| Pferdesport    | Dressurreiten, Jagdreiten, Springreiten, Vielseitigkeitsreiten |
| Turnen         | Barrenturnen, Bodenturnen, Kunstturnen, Seitpferdturnen, Trampolinturnen |
| Wassersport    | Kanusport, Motorbootrennen, Rudern, Schwimmsport, Segeln, Wasserball, Wasserski, Wellenreiten |
| Wurfsport      | Diskuswurf, Kugelstoßen, Hammerwurf, Speerwurf |

Teilweise besitzen einzelne Disziplinen noch weitere Unterarten wie beim Schwimmsport (Brustschwimmen, Kraulschwimmen, Lagenschwimmen, Rückenschwimmen, Schmetterlingsschwimmen, Wasserball, Wasserspringen). Im Laufsport gibt es z. B. Wettbewerbe über 100, 200, 400, 800, 1500, 5000 und 10.000 Meter. Teilweise werden auch verschiedene Stilarten der Ausübung (z. B. die Einzellagen im Schwimmsport), des Sportgeräts (z. B. verschiedene Sportwaffen im Schießsport), unterschiedliche Mannschaftsgrößen (z. B. Einer-, Zweier- und Viererteams beim Bobfahren oder Kanusport) als einzelne Disziplinen ausgetragen. 
Das Programm der Olympischen Spiele besteht aktuell aus 28 Sportarten, in denen Medaillen in 301 Disziplinen vergeben werden.

## Königsdisziplin
Als Königsdisziplin wird eine herausragende Sportdisziplin bezeichnet, die eine hohe Priorität beim Publikum genießt. Bei den Olympischen Spielen ist dies der 100-Meter-Lauf der Männer, die Frage nach dem schnellsten Menschen der Welt, der Marathonlauf und der Zehnkampf. Der Begriff der Königsdisziplin ist jedoch nicht auf Sportdisziplinen begrenzt. Im übertragenen Sinne ist Königsdisziplin auch die anspruchsvollste in einer Gruppe von Fachgebieten oder Fertigkeiten.

## Abgrenzung
Die Begriffe Sportart und Sportdisziplin werden im allgemeinen Sprachgebrauch nicht immer systematisch unterschieden. Zum Teil werden unterschiedliche Sparten eines Sports, z. B. die Varianten Straßenradrennen, Bahnradfahren, Mountainbike und Kunstradfahren des Radsports als eigenständige Sportarten betrachtet, zum Teil jedoch auch als Disziplinen der Sportart Radsport. Die Einerverfolgung wäre demzufolge entweder eine Disziplin der Sportart Bahnradfahren oder eine Teildisziplin der Disziplin Bahnradfahren.